# Searsia krebsiana
Searsia krebsiana är en sumakväxtart som först beskrevs av Karel Presl och Adolf Engler, och fick sitt nu gällande namn av Moffett. Searsia krebsiana ingår i släktet Searsia och familjen sumakväxter. Inga underarter finns listade i Catalogue of Life.